# Cấu trúc hệ thống laser
Cấu trúc hệ thống laser phần lớn gồm 3 phần:
- Nguồn năng lượng (thường gọi là nguồn bơm);
- Môi trường kích thích, hay môi trường laser;
- Gương hay hệ thống gương, tạo nên hệ thống khuếch đại quang học.

Nguồn bơm là phần cung cấp năng lượng cho hệ thống laser. Ví dụ bao gồm cực phóng điện, đèn nháy, đèn hồ quang, ánh sáng từ laser khác. Việc lựa chọn loại nguồn bơm nào để sử dụng chủ yếu dựa vào môi trường kích thích là loại gì, và điều này là yếu tố chủ chốt quyết định cách mà năng lượng truyền vào trong môi trường. Laser He-Ne dùng cực phóng điện trong hỗn hợp khí heli Neon. Laser Nd:YAG dùng ánh sáng hội tụ từ đèn nháy Xenon. Laser từ đôi nguyên tử có Heli dùng phản ứng hóa học để nạp năng lượng.
Môi trường kích thích là yếu tố chính quyết định bước sóng và các tính chất khác của tia laser. Có hàng trăm môi trường kích thích có thể làm được. Môi trường kích thích bị kích thích bằng nguồn bơm tạo ra sự kích thích đồng đều giữa các electron, điều cần thiết cho sự phát xạ kích thích các hạt photon, dẫn đến hiện tượng khuếch đại ánh sáng.
Ví dụ về các loại laser:
- Dạng lỏng, như laser sử dụng chất nhuộm. Sử dụng các dung môi như metan, etan... thêm vào chất nhuộm hữu cơ chiết xuất từ thực vật (coumarin, rhomadine và florescen). Cấu trúc của chất nhuộm quyết định bước sóng hoạt động của laser.
- Dạng khí, dùng argon, cacbonic, krypton, hoặc hỗn hợp Heli-Neon. Các loại này sử dụng nguồn bơm là ắc quy.
- Dạng rắn, như tinh thể và gương. Chất rắn chủ đạo pha thêm các tạp chất như crôm, neodymium hay titan. Chất rắn chính thường là YAG(Ytri, Nhôm và Garnet), YLF(Ytri, Lithi, Flo), sapphia (oxit nhôm), gương silica. Ví dụ: Nd:YAG, Ti:sapphia, Cr:rubi (hồng ngọc), Cr:LiSAF, Er:YLF và Nd:glass. Sử dụng đèn nháy hay ánh sáng từ laser khác làm nguồn kích thích.
- Laser bán dẫn, trong đó sự chuyển động của hạt electron giữa vật chất với tầng điện tích khác nhau tạo ra hiệu ứng laser. Laser bán dẫn thường gọn nhẹ, dùng làm các thiết bị cho đĩa hát. Xem thêm laser diode.

Các máy khuếch tán ánh sáng có 2 gương song song đặt ở hai đầu, một bên mạ bạc phản xạ toàn phần, bên kia là mặt bán mạ cho phép khoảng 50% ánh sáng phản xạ, 50% ánh sáng truyền qua. Ánh sáng từ trong môi trường, tạo ra từ sự kích thích, phản xạ qua lại bởi các gương trong môi trường, vì thế các photon tích tụ lên nhiều lần trước khi lấy ra từ mặt gương bán mạ. Trong các laser phức tạp, có từ 4 gương trở lên được sử dụng. Sự thiết kế và sắp xếp các mặt gương quyết định bước sóng và các yếu tố khác ảnh hưởng đến hệ thống laser.